# Wald-Reitgras
Das Wald-Reitgras (Calamagrostis arundinacea) ist eine Pflanzenart aus der Gattung der Reitgräser (Calamagrostis) innerhalb der Familie der Süßgräser (Poaceae). Es ist in den gemäßigten Gebieten Eurasiens weitverbreitet.
Für Sachsen ist auch die Bezeichnung Dillengras belegt.

## Beschreibung

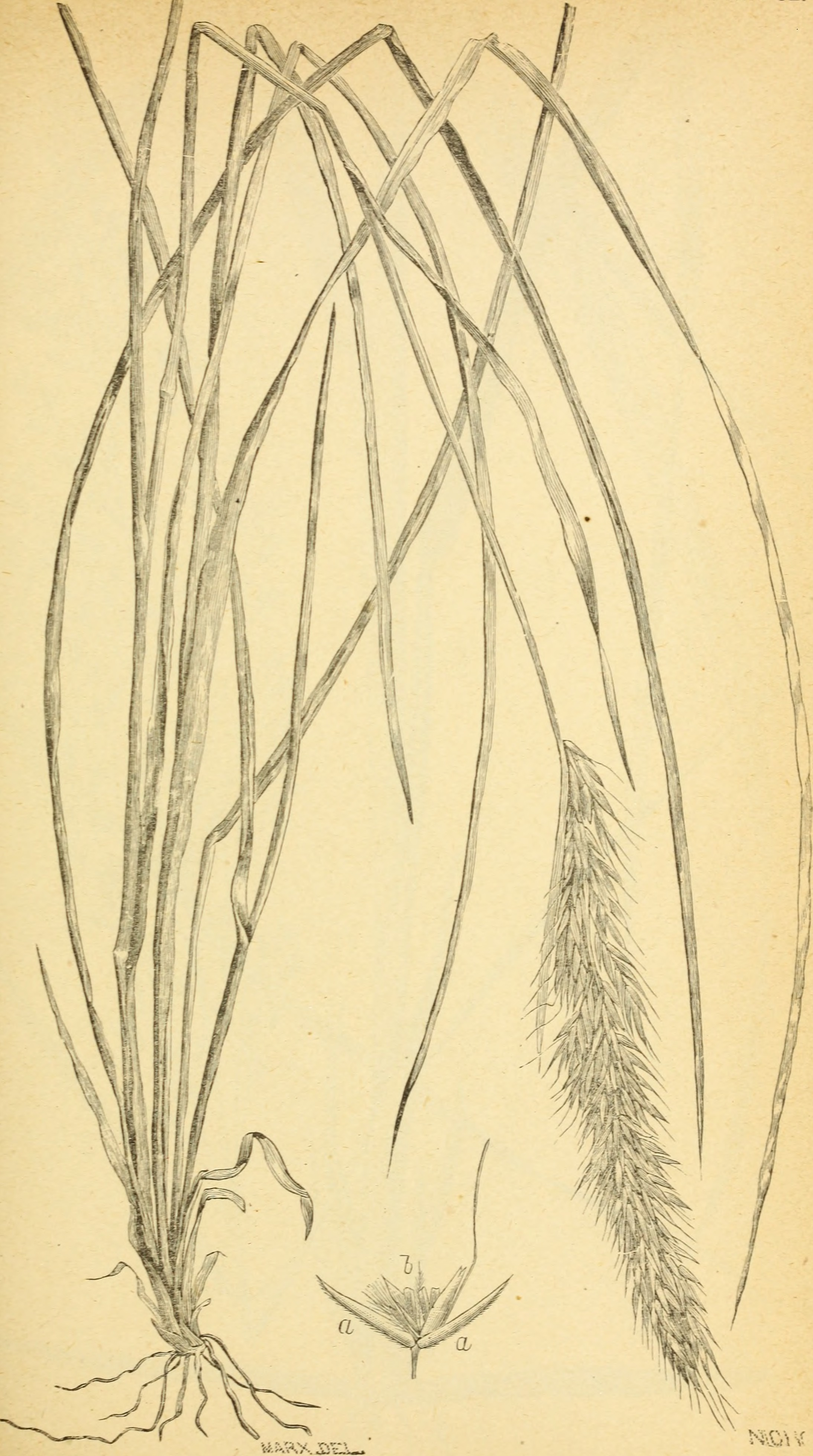
Illustration aus The agricultural grasses and forage plants of the United States, 1889

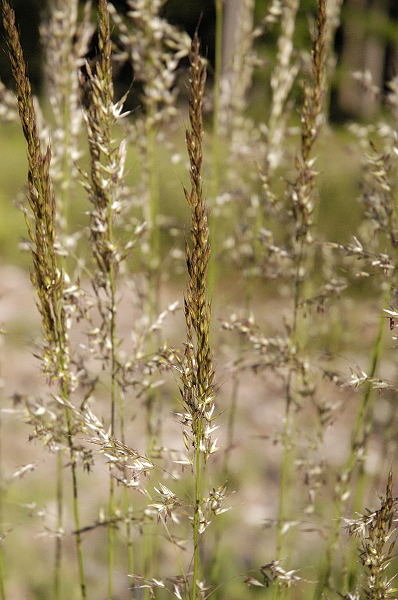
Blütenstände

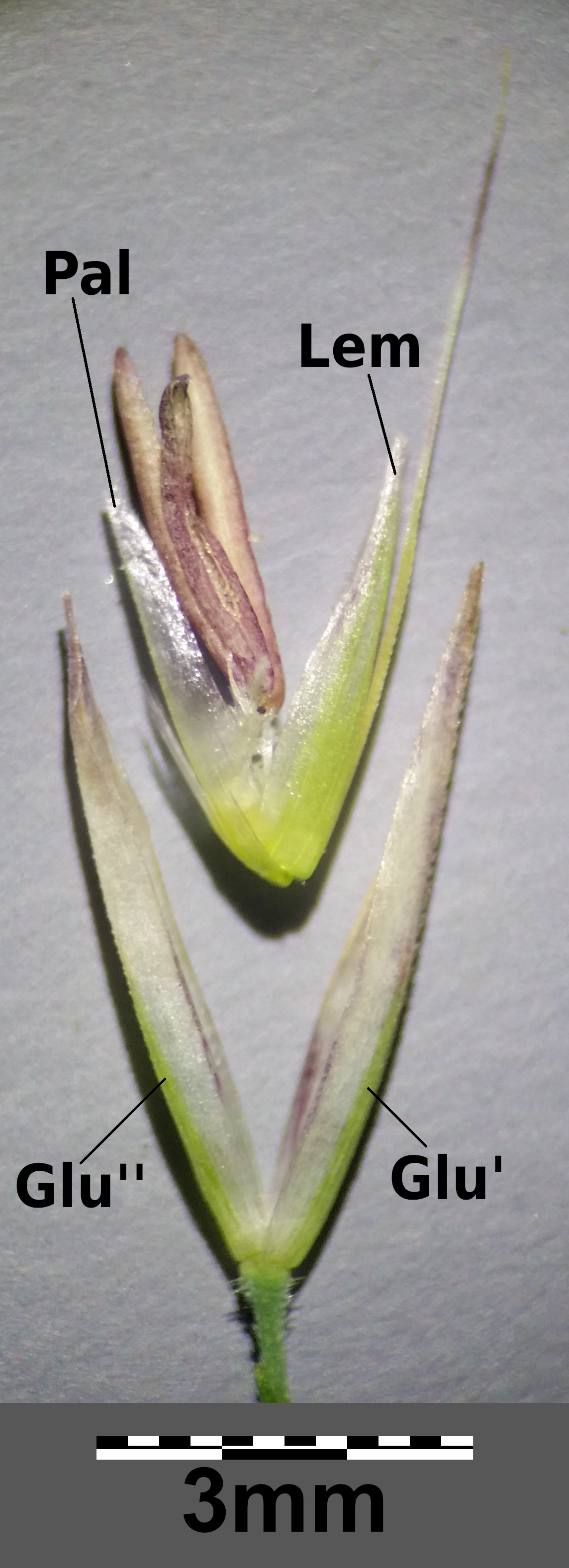
Ährchen

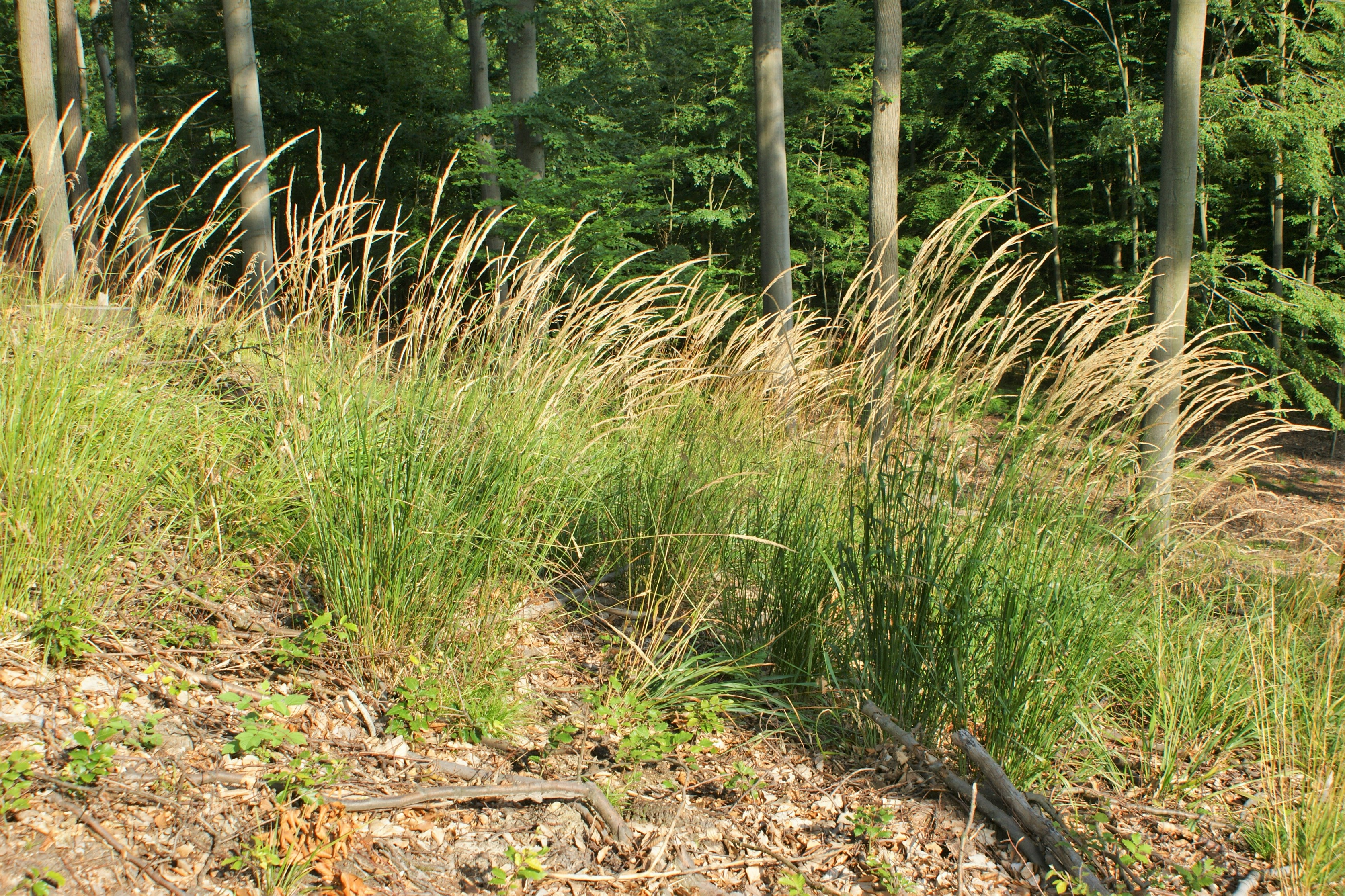
Bestand des Wald-Reitgrases

### Vegetative Merkmale
Das Wald-Reitgras ist eine ausdauernde, krautige Pflanze, die Wuchshöhen von 60 bis 150 Zentimetern erreicht. Es bildet lockere Horste mit kurzkriechender Grundachse und sehr kurzen Ausläufern. Die aufrechten Halme sind glatt und kahl und nur unter der Rispe rau. Die dunkelgrünen Blattspreiten sind  bis 50 Zentimeter lang und 4 bis 12 Millimeter breit, mit kurzer Behaarung auf der Oberseite, auf der Unterseite glänzend. Am Blattgrund finden sich Haarbüschel, die Blatthäutchen sind bei den Erneuerungssprossen 1 bis 2 Millimeter lang, an den Halmblättern bis 3 Millimeter lang.

### Generative Merkmale
Die Blütezeit reicht von Juni bis Juli. Der kurzverzweigte rispige Blütenstand enthält zahlreiche Ährchen und erscheint schmal und länglich, ist 10 bis 25 Zentimeter lang und bis 5 Zentimeter breit. Seine während der Blütezeit ausgebreiteten Verzweigungen legen sich nach der Anthese an die Hauptachse an. Die Äster der Verzweigungene gehen zu 3 bis 7 von der kahlen Hauptachse ab. Die Ährchenachse ist behaart. Die lanzettlichen Ährchen sind 5 bis 6 Millimeter lang, haben eine blassgrüne Farbe und sind zuweilen violett gescheckt; der Haarkranz erreicht kaum 1 Millimeter. Die Hüllspelzen sind fast gleich und 4 bis 6 Millimeter lang. Die Deckspelze ist fünfnervig und 3,5 bi 4 Millimeter lang. Auf dem Rücken der Deckspelze entspringt im untersten Viertel eine 5 bis 8 (bis 10) Millimeter lange, gekniete Granne, welche die Hüllspelze um etwa 3 Millimeter überragt. Die Untergranne ist gedreht, die Obergranne ist gerade. Die Vorspelze ist zweinervig und nur ein Viertel so lang wie die Deckspelze. Die Staubbeutel sind etwa 3 Millimeter lang.
Die Chromosomenzahl beträgt 2n = 28.

## Ökologie
Das Wald-Reitgras wurzelt bis einen Meter tief. Auf Waldlichtungen kommt es oft zu einem Massenwuchs, der die Verjüngung der Waldbäume hemmt.

## Unterscheidung zu verwandten Arten
Das Wald-Reitgras ist nahe verwandt mit dem Berg-Reitgras (Calamagrostis varia), von dem es sich durch den deutlich kürzeren Haarkranz sowie abweichende Standortansprüche unterscheidet.

## Vorkommen
Das Wald-Reitgras ist in der gemäßigten Zone Eurasiens häufig und kommt außerdem in Neuguinea vor. Lediglich im Tiefland selten, reicht seine Verbreitung bis in die Voralpen. Es steigt im östlichen Lungau bis 1700 Meter auf. In Europa kommt es in fast allen Ländern vor und fehlt nur in Großbritannien, Irland, Island, den Niederlanden, Lettland, Nordmazedonien und im europäischen Teil der Türkei.
Das Wald-Reitgras ist in schattigen Laubwäldern zu finden, aber auch massenhaft auf Waldschlägen, an der Waldgrenze und auf Hochstaudenfluren. Es bevorzugt warme, nur schwach feuchte, mineralreiche aber kalkarme, steinige Böden. Es kommt vor allem im Luzulo-Fagetum vor, aber auch in Pflanzengesellschaften der Verbände Carpinion, Quercion roboris, Epilobion angustifolii oder an der Waldgrenze im Sorbo-Calamagrostietum des Verbands Calamagrostion arundinaceae.
Die ökologischen Zeigerwerte nach Landolt et al. 2010 sind in der Schweiz: Feuchtezahl F = 3+w (feucht aber mäßig wechselnd), Lichtzahl L = 3 (halbschattig), Reaktionszahl R = 2 (sauer), Temperaturzahl T = 3 (montan), Nährstoffzahl N = 2 (nährstoffarm), Kontinentalitätszahl K = 3 (subozeanisch bis subkontinental).

## Systematik
Die Erstveröffentlichung erfolgte 1753 unter dem Namen (Basionym) Agrostis arundinacea durch Carl von Linné in Species Plantarum, Tomus I, S. 61. Die Neukombination zum akzeptierten Namen Calamagrostis arundinacea (L.) Roth wurde 1789 durch Albrecht Wilhelm Roth in Tentamen Florae Germanicae, Band 2, Teil 1, S. 89 veröffentlicht. Das Artepitheton arundinacea bedeutet „Aussehen wie Schilfrohr“.
Weitere Synonyme für Calamagrostis arundinacea (L.) Roth sind: Arundo clarionis Loisel., Arundo montana Gaudin, Arundo sylvatica Schrad., Calamagrostis adpressi-ramea Ohwi, Calamagrostis austrojeholensis Honda, Calamagrostis chassanensis Prob., Calamagrostis clarionis (Loisel.) Loisel., Calamagrostis parviflora Rupr., Calamagrostis pyramidalis Host, Calamagrostis sylvatica (Schrad.) DC., Calamagrostis sylvatica Host, Cinna agrostoidea P.Beauv., Deyeuxia abietina Fuss, Deyeuxia arundinacea (L.) Jansen, Deyeuxia arundinacea P.Beauv., Deyeuxia arundinacea Phil., Deyeuxia montana P.Beauv., Deyeuxia pyramidalis (Host) Veldkamp Person, Deyeuxia sylvatica (Schrad.) Kunth, Deyeuxia sylvatica (Schrad.) Vasey, Calamagrostis brachytricha Steud., Calamagrostis sciuroides Franch. & Sav. Die von Calamagrostis arundinacea beschriebenen Varietäten sind wohl alle nur Synonyme von Calamagrostis arundinacea.
Es sind auch Hybriden von Calamagrostis arundinacea × Calamagrostis varia (= Calamagrostis ×haussknechtiana Torges), Calamagrostis arundinacea × Calamagrostis villosa (= Calamagrostis ×indagata Torges & Hausskn.) oder Calamagrostis arundinacea × Calamagrostis epigejos (= Calamagrostis ×acutiflora (Schrad.) DC.) beschrieben.

## Krankheiten
Das Wald-Reitgras wird von den Rostpilzen Puccinia coronata var.coronata, Puccinia graminis, Puccinia poae-nemoralis subsp. poae-nemoralis und Puccinia pygmaea mit Uredien und Telien befallen. Aus Aserbaidschan ist Uromyces calamagrostidis auf dem Wald-Reitgras beschrieben.

## Nutzung
Einige Sorten werden als Zierpflanzen in Parks und Gärten verwendet. Besondere Bedeutung hat dabei die durch Gärtner gekreuzte Hybride Calamagrostis ×acutiflora (Schrad.) DC. aus Calamagrostis arundinacea × Calamagrostis epigejos mit ihrer wichtigsten Sorte ‘Karl Foerster’.